# Jákup Andreasen
Jákup Andreasen, né le 31 mai 1998 à Klaksvík dans les Îles Féroé, est un footballeur international féroïen qui joue au poste de milieu défensif pour le KÍ Klaksvík. Il est également capitaine dans son club.

## Biographie
Andreasen accumule avec son activité de footballeur semi-professionnel, des études d'ingénieur maritime,.

### Carrière en club

#### Début et précocité (2014-2015)
Le 1er octobre 2014, à seulement 16 ans, Andreasen fait ses débuts pour Klaksvík à l'occasion de la 24e journée d'Effodeildin contre Skála. Il entre en jeu pour participer aux 15 dernières minutes de la rencontre.
Quelques mois plus tard, le 8 mars 2015, Jákup Andreasen continue de battre des records de précocité : il marque son premier but en club contre Suðuroy.
Au cours de cette saison 2015, il commence à jouer régulièrement avec le KÍ en championnat en disputant 17 matches.

#### Confirmation et premier trophée (2016)
À l'âge de 17 ans, Andreasen devient titulaire indiscutable dans l'entre jeu du  KÍ Klaksvík et dispute presque tous les matches de son club en coupe et championnat.
Cette même année, le 27 août 2016, Klaksvík affronte le Víkingur Gøta en finale de la coupe des Îles Féroé. Andreasen est titulaire et joue l'intégralité du match. Après 90 minutes, le score est de 1-1 et le KÍ remporte le trophée aux tirs au but 5-3. Le jeune espoir féroïen marque le deuxième tir au but pour Klaksvík. À 18 ans, il remporte son premier trophée.

#### Saison historique et rêve d'Europe (2023)
Il est l'un des acteurs majeurs de Klaksvík lors de la campagne européenne du club féroïen en 2023. Le KÍ réalise alors un exploit historique, étant le premier club des Îles Féroé à se qualifier à une compétition européenne. Andreasen et ses coéquipiers se qualifient pour la première fois en Ligue Europa Conférence.

### Équipe des Îles Féroé

#### Première sélection en équipe des Îles Féroé
Le 6 septembre 2020, Andreasen entre en jeu à la 87e minute à la place de Klæmint Olsen. Les Îles Féroé remporte le match 0-1 contre Andorre à Andorre-la-Vieille en Ligue des nations.

## Palmarès

### En club
|  |  | KÍ Klaksvík - Betrideildin (4): - Champion : 2019, 2021, 2022, 2023 - Coupe des Îles Féroé : (1) - Champion : 2016 - Finaliste : 2022 - Supercoupe des Îles Féroé (3) : - Champion : 2020, 2022, 2023 - Finaliste : 2017 |